# Brittany Castelluzzo
Jamie Perkins (26 novembre 2000) è una nuotatrice australiana.

## Carriera
Ha vinto la medaglia d'oro nella staffetta 4x200 metri stile libero ai mondiali in vasca corta di Melbourne del 2022 ed ai mondiali in vasca lunga di Singapore del 2025.

## Palmarès
- Mondiali

Singapore 2025: oro nella 4x200m sl.
- Mondiali in vasca corta

Melbourne 2022: oro nella 4x200m sl, argento nella 4x50m sl.